# 间型沿阶草
间型沿阶草（学名：Ophiopogon intermedius）为百合科沿阶草属下的一个种。

## 扩展阅读
- 維基物種上的相關：间型沿阶草